# Щецинский трамвай
Щецинский трамвай — система трамвайного движения в Щецине. Второй по распространённости вид транспорта в городе после автобусов. Регулярное движение трамвая открылось 23 августа 1879 года. На март 2021 года действует 13 конечных станций и 12 маршрутов, которые обслуживаются два депо: Голенцин и Погодно. Длина линий составляет 118 км, длина путей составляет 64 км. Трамвайная система Щецина обслуживается и управляется обществом с ограниченной ответственностью «Tramwaje Szczecińskie».

## Маршруты
| Маршрут | Маршрут следования |
| ------- | --- |
|         | Глубокое ↔ Потулицкая Польской армии – Пилсудского – Матейки – площадь Польского солдата – Независимости – 3 Мая – Нарутовича – Потулицкая                                                                          |
|         | Вокзал Небушево ↔ Бирюзовая Ожешковой – Асника – Коллонтая – Освобождения – Независимости – Вышинского – Энергетиков – Гданьская – Эскадрова – Хангарова – Бирюзовая                                                |
|         | (Депо Погодно) — Арконский лес — Поможаны Польской армии — Арконская — Немежинская — Красинского — Освобождения – Независимости — Вокзальная — Новая — Колумба — Хмелевского — Смоланская                           |
|         | Кжеково ↔ Поможаны Солдатская — Мицкевича — Герои Варшавы — Ягеллонская — Пястов — Повстанцев Великопольских — Будзишинская                                                                                         |
|         | Кжеково ↔ Щецинская верфь Солдатская — Мицкевича — Герои Варшавы — Ягеллонская – Пястов – Пилсудского – Матейки – Мальчевского — Парковая — Дюбуа — Фирлика                                                         |
|         | Гоцлав ↔ Поможаны Липовая — Святовида — Стжаловская — Вишеслава — Дембогурская — Народная — Друцкого-Лубецкого — Стальмаха — Ночницкого — Фирлика — Лады — Яна З Колна — Велецкая набережная — Колумба — Смоланская |
|         | Кжеково ↔ Бирюзовая Солдатская — Мицкевича — Герои Варшавы – Кривоустого – площадь Победы – Вышинского – Энергетиков – Гданьская – Эскадрова – Хангарова – Бирюзовая                                                |
|         | Гуменце ↔ Бирюзовая Цветочная – Ку Солнцу – Сикорского – Кривоустого – площадь Победы – Вышинского – Энергетиков – Гданьская – Эскадрова – Хангарова – Бирюзовая                                                    |
|         | Глубокое ↔ Потулицкая Польской армии – Вавжиняка – Герои Варшавы – Кривоустого – площадь Победы – Независимости – 3 Мая – Нарутовича – Потулицкая                                                                   |
|         | Арконский лес ↔ Гуменце Арконская — Немежинская — Красинского — Освобождения – Независимости – площадь Победы – Кривоустого – Сикорского — Ку Солнцу — Цветочная                                                    |
|         | Народная ↔ Поможаны Народная — Друцкого-Лубецкого — Стальмаха — Ночницкого — Фирлика – Дюбуа – Парковая – Мальчевского – Матейки – Пилсудского – Пястов — Повстанцев Великопольских — Будзишинская                  |
|         | Вокзал Небушево ↔ Поможаны Ожешковой – Асника – Коллонтая – Освобождения – Пилсудского – Пястов — Повстанцев Великопольских — Будзишинская                                                                          |

## Трамвайные депо

### Существующие
Трамвайное депо Голенцин
- Адрес: улица Вишеслава, 18
- Линейный подвижной состав: Konstal 105Ng/2015, Protram 105N2k/2000/D, Tatra T6A2D, Moderus Alfa HF09, Moderus Alfa HF10AC
- Маршруты: 3, 5, 6, 7, 11, 12[5].

Трамвайное депо Погодно
- Адрес: проспект Польской армии, 200
- Линейный подвижной состав: Tatra KT4Dt, Tatra T6A2D, Pesa Swing 120NaS, Pesa Swing 120NaS2, Moderus Beta MF15AC, Moderus Beta MF25AC, Moderus Beta MF29AC BD
- Маршруты:  1,  2,  3,  4,  5,  7,  8,  9,  10, 12[6].

## Подвижной состав
По состоянию на февраль 2021 года трамвайная система Щецина обслуживается следующими моделями трамвайных вагонов:
| Изображение          | Модель                | Начало работы        | Всего    |
| -------------------- | --------------------- | -------------------- | -------- |
|                      | Konstal 105Ng/2015    | 2015                 | 122      |
|                      | Konstal 105N2k/S/2000 | 2001                 | 142      |
|                      | Protram 105N2k/D/2000 | 2007                 | 62       |
|                      | Tatra KT4DtM          | 2006                 | 731      |
|                      | Tatra T6A2D           | 2008                 | 141+ 342 |
|                      | Moderus Alfa HF09     | 2008                 | 2        |
|                      | Moderus Alfa HF10AC   | 2011                 | 122      |
|                      | Pesa Swing 120NaS     | 2011                 | 61       |
|                      | Pesa Swing 120NaS2    | 2013                 | 221      |
|                      | Moderus Beta MF15AC   | 2014                 | 21       |
|                      | Moderus Beta MF25AC   | 2018                 | 21       |
|                      | Moderus Beta MF29ACBD | 2021                 | 21       |
| Всего                | Всего                 | Всего                | 201      |
| Низкопольные трамваи | Низкопольные трамваи  | Низкопольные трамваи | 16,9%    |

- 1 – депо Погодно, 2 – депо Голенцин